# Золотые ворота (станция метро)
«Золоты́е воро́та» (укр. «Золоті́ воро́та»,  (слушать)о файле) — 29-я станция Киевского метрополитена. Расположена в Шевченковском районе города Киева, на Сырецко-Печерской линии между станциями «Лукьяновская» и «Дворец спорта». Станция открыта 31 декабря 1989 года в составе первой очереди строительства Сырецко-Печерской линии. Название получила от исторического объекта, расположенного рядом со станцией. Пассажиропоток — 19,9 тыс. чел./сутки.
С 2011 года станция имеет статус «только что выявленный объект культурного наследия», памятник архитектуры и градостроительства, монументального искусства.
В 2014 году, по версии английского издательства Guardian, станция «Золотые ворота» попала в список 12 красивейших станций мира

## Конструкция
Колонная станция глубокого заложения. Имеет три подземных зала — средний и два зала с посадочными платформами. Залы станции разделены между собой двумя рядами колонн. Средний зал соединен с наземным вестибюлем при помощи эскалаторного тоннеля. По причине глубокого залегания станции эскалаторный спуск разделён на две части, с промежуточным залом в средней части. Станция весьма красива и сделана в стиле древнерусских белокаменных княжеских палат. Для украшения станции использовалась мозаика на сводах и стилизованные под старину светильники.

## Оформление
Изначальный проект станции, предложенный до начала конкурса, представлял собой достаточно сдержанную, утилитарную станцию, оформленную в белых тонах.
Высота свода центрального зала станции увеличена, вместо пилонов использованы сравнительно невысокие цилиндрические мощные колонны, облицованные белым мрамором. Из этого же мрамора сделаны и лекальные капители. Белый свод центрального зала разделён диаметральными мозаичными полосами из смальты с кирпичными расшивками. В просветах между полосами установлены бронзовые двухуровневые люстры (автор — М. Ралко) с 12 световыми группами в каждой, покрытые орнаментами.
Своды проходов на платформы подчёркнуты кирпичной окантовкой, между которой — мозаичные изображения князей Киевской Руси, церквей Киева и сложных орнаментов. Ни одна из этих смальтовых мозаик не повторяется. Если следовать от арки до арки, можно проследить, кто был правителем Киева от XI до XIII века. Под каждым изображением выложена надпись. Их список:

### Великие князья киевские
- Кий V в.
- Щек V в.
- Хорив V в.
- Лыбедь V в.
- Дир IX в.
- Аскольд IX в.
- Олег 882—912
- Игорь Рюрикович 912—945
- Ольга 945—957
- Святослав Игоревич 957—969
- Владимир Святославич 978—1015
- Ярослав Владимирович 1015—1054
- Изяслав Ярославич 1054—1078
- Всеволод Ярославич 1078—1093
- Святополк Изяславич 1093—1113
- Владимир Мономах 1113—1125
- Мстислав Владимирович 1125—1132
- Ярополк Владимирович 1132—1139
- Всеволод Ольгович 1139—1146
- Изяслав Мстиславич 1146—1154
- Ростислав Мстиславич 1154—1167
- Роман Ростиславич 1171—1176
- Святослав Всеволодович 1173—1194
- Рюрик Ростиславич 1173—1210
- Мстислав Романович 1212—1223
- Владимир Рюрикович 1223—1238
- Данила Романович 1239—1240

### Деятели Киевской Руси
- Антоний Печерский XI в.
- Феодосий Печерский XI в.
- Анна Ярославна XI в.
- Илларион Киевский XII в.
- Агапит Печерский XI в.
- Алипий Печерский XI в.
- Нестор-летописец XII в.
- Пётр Милонег XII в.
- Сильвестр кон. XI в. — нач. XII в.

### Киевские храмы домонгольского периода
- Десятинная церковь
- Софийский собор
- Ирининская церковь
- Михайловский собор
- Церковь Спаса на Берестове
- Успенский собор
- Церковь Богородицы Пирогощи
- Кирилловская церковь
- Орнамент с грифонами

Путевые стены платформ облицованы комбинированными элементами из бело-жёлтого мрамора, а названия станции, размещённые на них, выложены из металлических букв с уклоном в древнерусскую стилистику. Со стороны платформы над капителями колонн сделаны круглые кирпичные вставки, в которых размещены светильники-канделябры.
Стены проходов к обоим эскалаторам облицованы белым мрамором с кирпичными расшивками, на правой стене со стороны выхода в город — бронзовая табличка об открытии станции и авторском коллективе. Над эскалаторными порталами — мозаичные панно, подсвеченные светильниками.
Промежуточный межмаршевый эскалаторный зал имеет цилиндрическую форму. Стены зала — мраморные с кирпичной кладкой, в которой выложены ниши, чередующиеся с кованными вентиляционными решётками. Карниз купола зала сделан из кирпича с широкой мозаичной лентой. Непосредственно над эскалатором выложен малозаметный лозунг «Слава Украине!».
Благодаря своему оформлению станция метро «Золотые ворота» попала на 11 место в рейтинге самых красивых станций мира за 2011 год (туристическое издание Bootsnall). В 2012 году станция вошла в список из 22 самых красивых станций метрополитена Европы (по версии Daily Telegraph).

## Вестибюли
Наземный вестибюль встроен в здание, выходы к Золотым воротам и на Владимирскую улицу.

## Изображения
- Мозаика с изображением Ярополка II киевского
- Название станции на путевой стене
- Центральный зал
- Мозаика «Архангел Михаил» на почтовой марке Украины, 2019
- Светильник в центральном зале
- Мозаика на своде прохода к платформе: Св. Феодосий, сооснователь Киево-Печерской лавры
- Мозаика «Княгиня Ольга»
- Мемориальная табличка
- Панорама промежуточного вестибюля эскалаторного наклона
- Светильник в подземном вестибюле станции

## Режим работы
Открытие — 5:38, закрытие — 0:05
Отправление первого поезда в направлении:
- ст. «Сырец» — 06:02
- ст. «Красный хутор» — 05:48

Отправление последнего поезда в направлении:
- ст. «Сырец» — 00:30
- ст. «Красный хутор» — 00:14

Расписание отправления поездов в вечернее время суток (после 22:00) в направлении:
- ст. «Сырец» — 22:21, 22:33, 22:45, 23:02, 23:19, 23:36, 23:52, 0:09, 0:26
- ст. «Красный хутор» — 22:19, 22:33, 22:49, 23:06, 23:23, 23:40, 23:56, 0:10, 0:15

## Пересадки
Является частью пересадочного узла между Святошинско-Броварской и Сырецко-Печерской линиями. Переход на станцию метро «Театральная» в южном торце станции.